# 100studio
100studio (ワンダブルオースタジオ Wan Daburu Ō Sutajio?), es un estudio de animación japonés fundado en 2021. Es una subisidiaria de HIKE.

## Historia
En mayo de 2021, se creó una nueva organización bajo el departamento de propiedad intelectual de HIKE, dedicada principalmente a la producción de animación digital. Kōtarō Horiguchi, quien previamente trabajó en la compañía de producción de videos y luego en Graphinica, y fue director del departamento de animación en HIKE, asumió el cargo de director del estudio.
Como parte de su expansión, se estableció el estudio de Nishi-Ogikubo en abril de 2022, y el estudio de Taiwán en julio del mismo año.

## Obras

### Series de televisión
| Año  | Título                            | Director          | Fecha de primera transmisión | Fecha de última transmisión | Eps. | Notas                                                                                             | Refs.              |
| ---- | --------------------------------- | ----------------- | ---------------------------- | --------------------------- | ---- | ------------------------------------------------------------------------------------------------- | ------------------ |
| 2024 | Kono Sekai wa Fukanzen Sugiru     | Kei Umabiki       | 6 de julio de 2024           | 28 de septiembre de 2024    | 13   | Adaptación del manga escrito e ilustrado por Masamichi Satō. Coproducción junto a Studio Palette. | [ 6 ] [ 7 ]        |
| 2025 | Chūzenji-sensei Mononoke Kōgiroku | Chihiro Kumano    | 8 de abril de 2025           | 23 de junio de 2025         | 12   | Adaptación del manga escrito e ilustrado por Aki Shimizu.                                         | [ 8 ] [ 9 ] [ 10 ] |
| —    | Black Torch                       | Kei Umabiki       | —                            | —                           | —    | Adaptación del manga escrito e ilustrado por Tsuyoshi Takaki.                                     | [ 11 ]             |
| —    | Shuiro no Kamen                   | Tetsuaki Watanabe | —                            | —                           | —    | Adaptación del manga escrito por Dr.Poro e ilustrado por Nabana Naba.                             | [ 12 ]             |

### Películas
| Año  | Título                | Director | Fecha de lanzamiento | Duración | Notas                                            | Refs.         |
| ---- | --------------------- | -------- | -------------------- | -------- | ------------------------------------------------ | ------------- |
| 2024 | Suu-funkan no Yell wo | POPREQ   | 14 de junio de 2024  | 68m      | Historia original. Coproducción junto a Hurray!. | [ 13 ] [ 14 ] |